# Dialeurodes saklespurensis
Dialeurodes saklespurensis là một loài côn trùng cánh nửa trong họ Aleyrodidae, phân họ Aleyrodinae.
Dialeurodes saklespurensis được Regu & David miêu tả khoa học đầu tiên năm 1993.